# Ambrosius Bosschaert

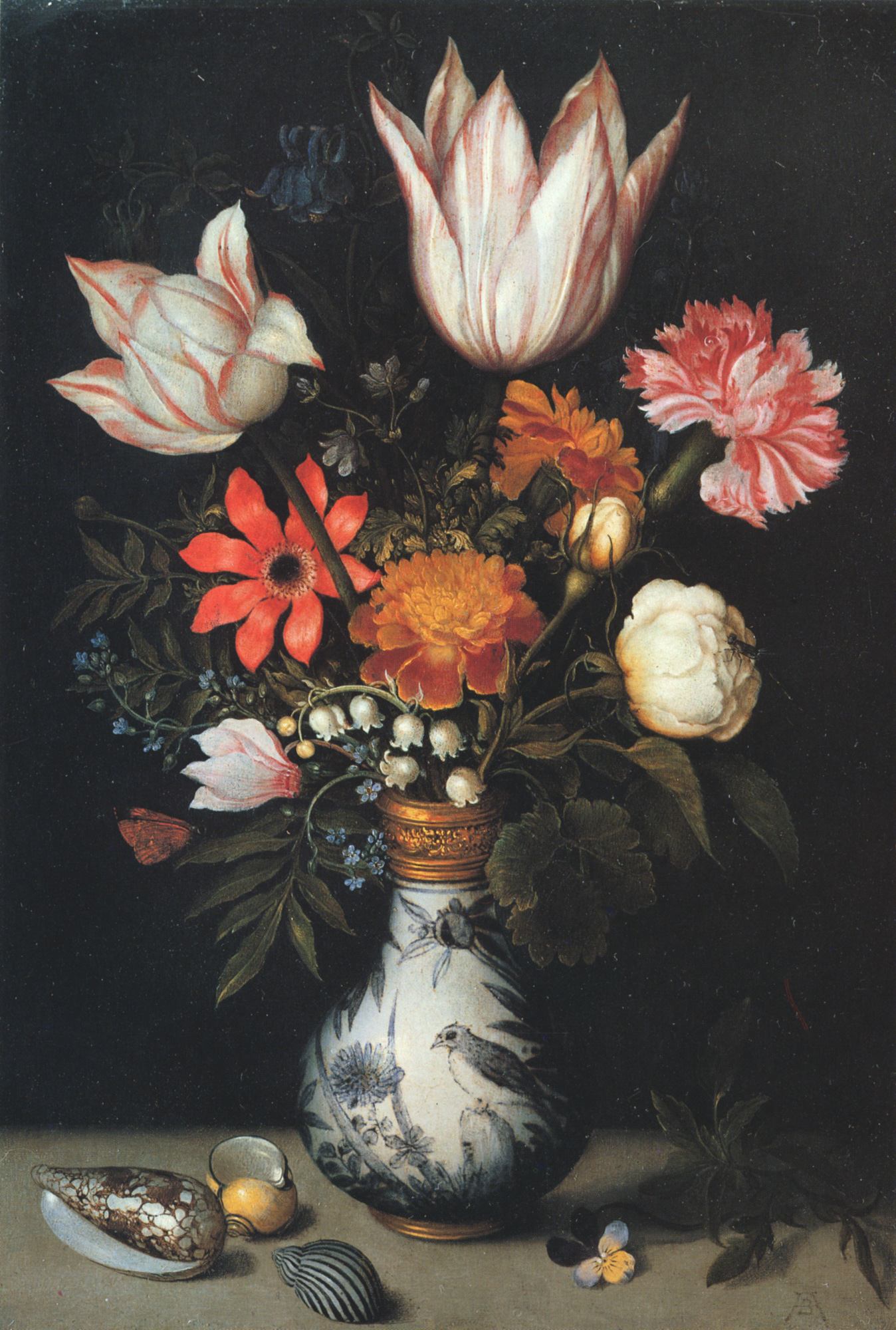
Tulpen, Rose, Nelken, Maiglöckchen, Vergissmeinnicht und andere Blumen in einer Vase, Ölfarben auf Kupfer, ca. 1619

Ambrosius Bosschaert der Ältere [ˈbɔsχaːɾt] (* 18. November 1573 (Taufdatum) in Antwerpen; † 1621 in Den Haag) war ein niederländischer Maler des „Goldenen Zeitalters“. Bekannt wurde er vor allem für seine farbenkräftigen Stillleben von Blumensträußen, etwa die um 1620 entstandene Blumenvase in einer Fensternische.

## Leben und Werk
Ambrosius Bosschaert der Ältere zog 1587/88 mit seinen Eltern nach Middelburg, wo er von 1593 bis 1613 Mitglied der Malergilde war; 1614 lebte er in Amsterdam, 1615 in Bergen-op-Zoom, 1615 bis 1619 in Utrecht und danach in Breda.
Bosschaert etablierte das Blumenstillleben als eigenständiges Genre innerhalb der niederländischen Kunst. In der Genauigkeit der Darstellung und der Ausgewogenheit in der Farbigkeit orientierte sich Bosschaert in seinen Arbeiten an denen seines etwas älteren Zeitgenossen Jan Brueghel des Älteren, von dem er stark beeinflusst wurde.
Sein Stil wurde von seinen drei Söhnen Ambrosius dem Jüngeren (1609–1645), Abraham (1612–1643) und Johannes (1607–1628) sowie seinem Schwiegersohn Balthasar van der Ast weiterentwickelt.